# Magenta (colore)

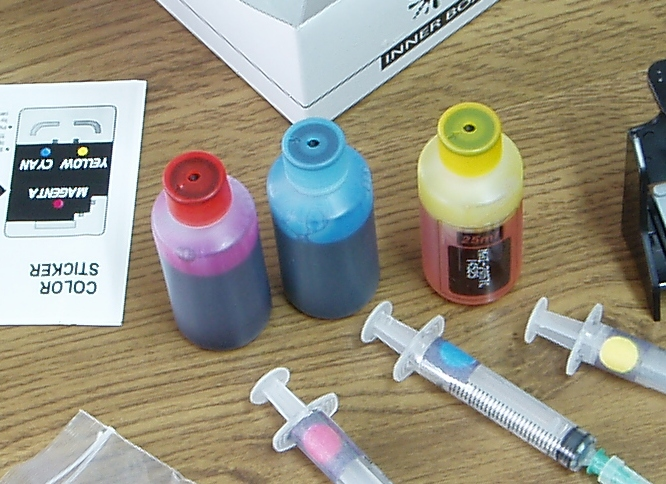
Ricariche per cartucce di colore magenta, ciano e giallo.

Il magenta è un colore che non fa parte dello spettro ottico: la sua tonalità non può essere generata con luce di una singola lunghezza d'onda; può essere ottenuto mischiando quantità uguali di luce rossa e blu, pertanto il magenta è il colore complementare del verde: il pigmento magenta assorbe cioè la luce verde.
Con il giallo e il ciano, costituisce i tre colori sottrattivi primari.
La differenza tra il magenta e il viola è la quantità di rosso/blu nella formazione del colore.
Il magenta è uno degli inchiostri comunemente utilizzati nella stampa a quattro colori, insieme con ciano, giallo e nero; questo insieme di colori viene denominato CMYK.
Il magenta è anche uno dei tre coloranti usati per la sintesi dei colori nella fotografia analogica e nel cinema, insieme a ciano e giallo.
Nella tabella è mostrato il magenta inchiostro, il colore usato per creare le gradazioni di rosso nelle stampanti.

## Storia
Il colorante magenta fu messo a punto nel 1859 da François-Emmanuel Verguin ossidando l'anilina grezza con cloruro stannico. Il nome venne dedicato alla battaglia di Magenta, sfruttando il nome della città che all'epoca era diventata famosa per le vicende legate alla seconda guerra d'indipendenza italiana.
Una variante del magenta è il fucsia, che prende il nome dai fiori dello stesso colore, che ricevettero il nome da Leonhart Fuchs.

## In chimica analitica
Nel saggio alla fiamma, una fiamma di colore magenta può indicare la presenza di litio o stronzio.

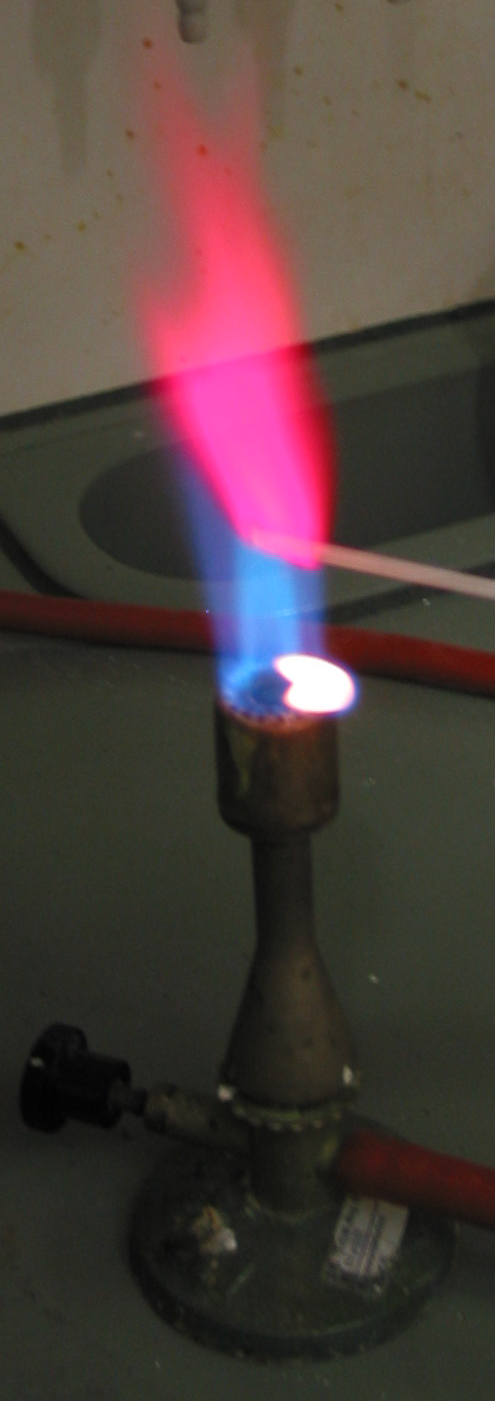
Saggio alla fiamma in presenza di litio
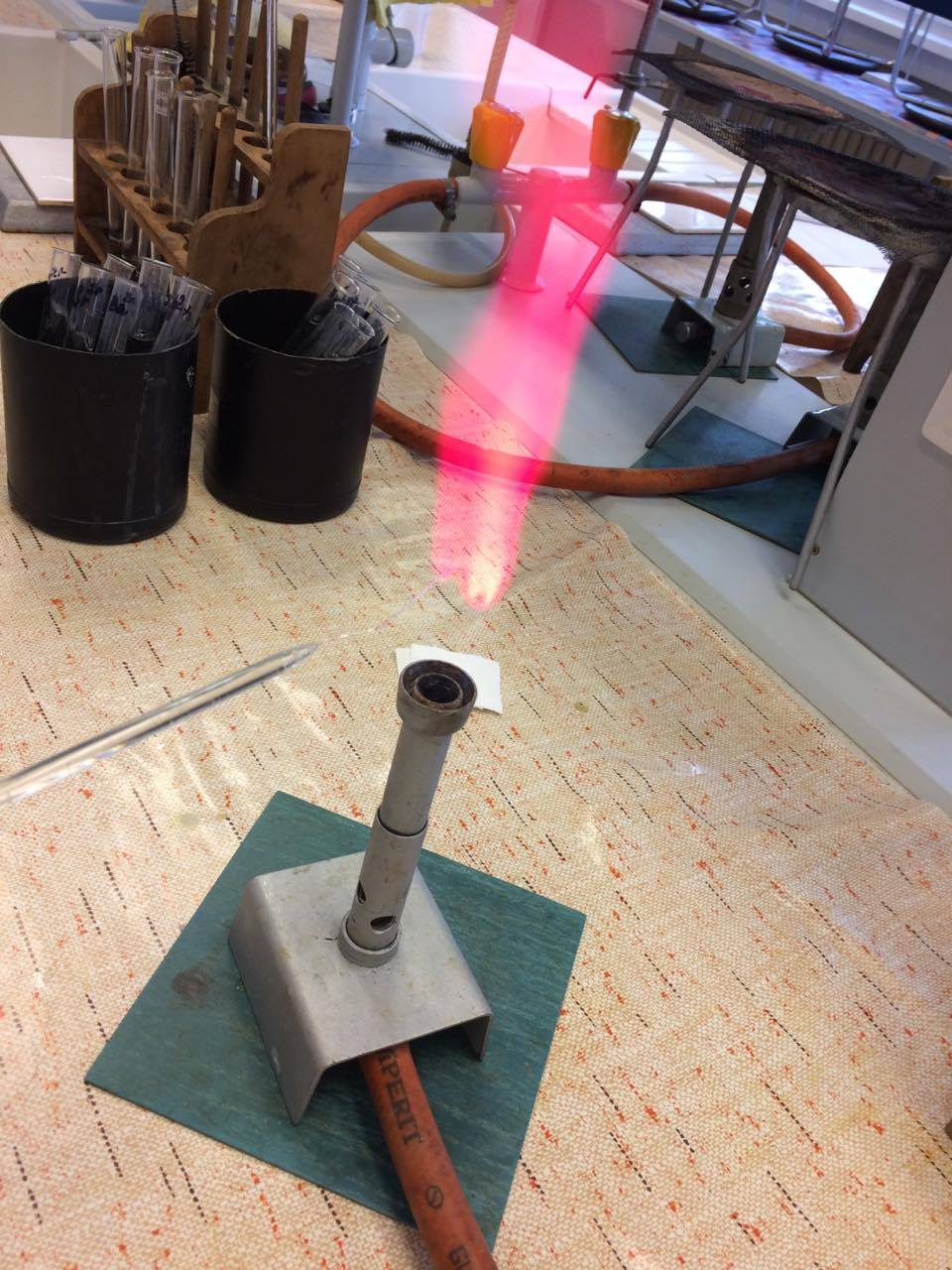
Saggio alla fiamma in presenza di stronzio